# آتش فقط آتش
آتش فقط آتش (به هندی: Aaag Hi Aag) فیلمی محصول سال ۱۹۹۹ و به کارگردانی تی.ال.وی. پراساد است. در این فیلم بازیگرانی همچون میتون چاکرابورتی، جکی شروف، کیران کومار، لاکسیمیکانت برد ایفای نقش کرده‌اند.